# Leurda, Cluj
Leurda este un sat în comuna Cășeiu din județul Cluj, Transilvania, România.

## Lăcașuri de cult
- Biserica de lemn „Sfinții Apostoli Petru și Pavel”, din secolul al XVIII-lea.
- Biserica de lemn „Sfinții Arhangheli Mihail și Gavriil”